# ヘブライ人
ヘブライ人（ヘブライじん、ヘブライ語:עברים、עבריים、ティベリア式 ʿIḇrîm、ʿIḇriyyîm 現代ヘブライ語 ʿIvrim、ʿIvriyyim) とは、ヘブライ語聖書32節の中で34回記されている用語で 、ヘブル人（ヘブルじん）と訳されることもある。この用語は民族名ではないとされるが、特に イスラエル王国時代以前においてはまだ遊牧民であったセム語を話すイスラエル民族と同義だとされる。ただし場合によっては、もっと広い意味でフェニキア人あるいは青銅器時代終焉の直前にシャス(Shasu of Yhw)として知られたグループのような他の古代集団を指すこともある。
ローマ帝国時代までには、ギリシャ語の「ヘブライオス (Hebraios) 」が（それをヘブライ語聖書が「ユダヤ国家のいずれか」と示すように）一般的にユダヤ人を指すようになり、別の時代には特にユダヤ属州に暮らすユダヤ人を指すものになった。初期のキリスト教において、ギリシャ語のἙβραῖος はユダヤ人キリスト教徒を指すもので、非ユダヤ人のキリスト教徒およびユダヤ教徒とは対照的なものとして区別された(特に使徒言行録 6:1)。Ἰουδαία はエルサレム神殿 があった州である。
アルメニア語、イタリア語、現代ギリシャ語、セルビア語、ブルガリア語、ロシア語、ルーマニア語、他いくつかの現代言語において、ユダヤ人に対応する単語には軽蔑的な意味合いが関連している。そのため、これら各言語で使用される主な単語は「ヘブライ人」に対応するものである。「ヘブライ人」の訳語はクルド語 でも使われ、かつてはフランス語でも使われていた。
ヘブライ語の復活とヘブライ人によるイシューブの出現により、この用語はイスラエルで再興を遂げている社会のユダヤ人に適用されている。

## 語源
「ヘブライ人(Hebrew)」という語の明確な由来は依然として不明である。聖書の用語「イブリー(עברי; ヘブライ語発音: [ʕivˈri])」は「横断する」「渡る」を意味するもので、一般的に英語のHebrewは古代ギリシア語 のἙβραῖος およびラテン語 のHebraeusから与えられたものとされている。 聖書用語イブリーには複数形としてIvrimまたは Ibrimがある。

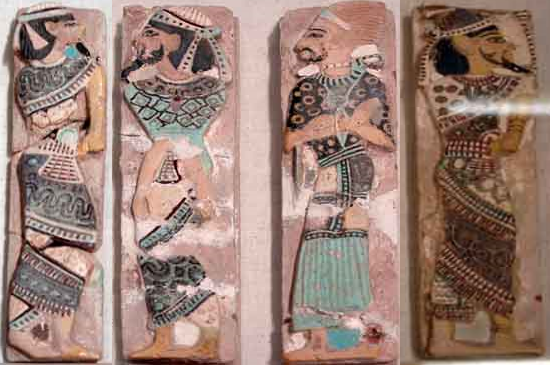
カナン人とシャスの指導者を捕虜として描いたラムセス3世の宮殿にあるタイル。 大半の考古学者はヘブライ人を地元のカナン人難民と見なし、一部のシャスが丘陵地に定住したと考えている。

創世記Genesis 10:21 は、ハムおよびヤペテの兄にしてノアの最初の息子であったセムを、エベル (聖書)(ヘブライ語:עבר)の全ての子孫の先祖として言及しており、これが類似する意味（由来となる語源）の可能性がある。
イブリ(Ibri) は聖書上の族長エベルの子孫で、シェラの息子、ノアのひ孫にしてアブラハムの祖先 を示すもので、それゆえ場合によってはEberitesの英語化したものだと主張する一部研究者もいる 。
ハビルのことを記している紀元前2千年紀の碑文の発見があった19世紀以降、多くの学説がその碑文とヘブライ人を結び付けている。「ヘブライ人」の名称は、紀元前13世紀および12世紀の古代エジプトの碑文にてエジプトに定住したと記録されている半遊牧的なハビルの人々の名と関係があると、一部の学者は主張している。別の学者たちはこれに反論し、ヘブライ人はもっと古いエジプト第3中間期（紀元前15世紀）の文書でシャス(Shasu of Yhw)として言及されているとの説を出している。

## イスラエル民族の同義語としての用法

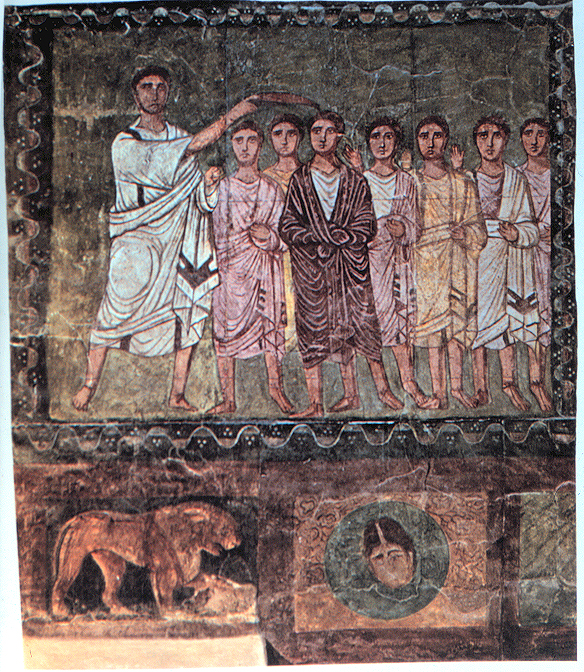
ドゥラ・エウロポスのシナゴーグにある古代ヘブライ人の描写

ヘブライ語聖書において、「ヘブライ人」という用語は通常、イスラエル民族が自身のことを外国人に話すときに使われるか、または外国人がイスラエル民族について話す時に使われる 。 実際、パーラーシャーのレフ＝レハー(Lekh Lekha、「行け！」または「去れ！」文字通りだと「貴方に関しては行きなさい」 ）にあるトーラーは、アブラハムをAvram Ha-Ivriと呼んでおり、これは文字通り「アブラム、彼岸より（川を）渡りし者」 と訳されるGenesis 14:13 。
イスラエル民族はヤコブの子孫、イサクの息子、アブラハムの孫と定義されている。 ヤコブの祖先（7世代離れた）であるエベル (聖書)は、イスラエル民族、イシュマエル人、エドム人、モアブ人、アモン人、ミデヤン人、カハタン人を含む多くの人々の遠い祖先である。
ジューイッシュ・エンサイクロペディアによると、「ヘブライ人」と「イスラエル民族」という用語は一般的に同じ人々を表し、後にカナン人の土地とイスラエルの土地を領有する以前は「ヘブライ人」と呼ばれていたと述べている。 Nadav Na'aman教授らは、イスラエル民族を指すのに「ヘブライ人」という単語を使うことは稀で、使われる時は「移民や奴隷などの例外的で不安定な状況にあるイスラエル人に」使われると述べている。

## ユダヤ人の同義語としての用法

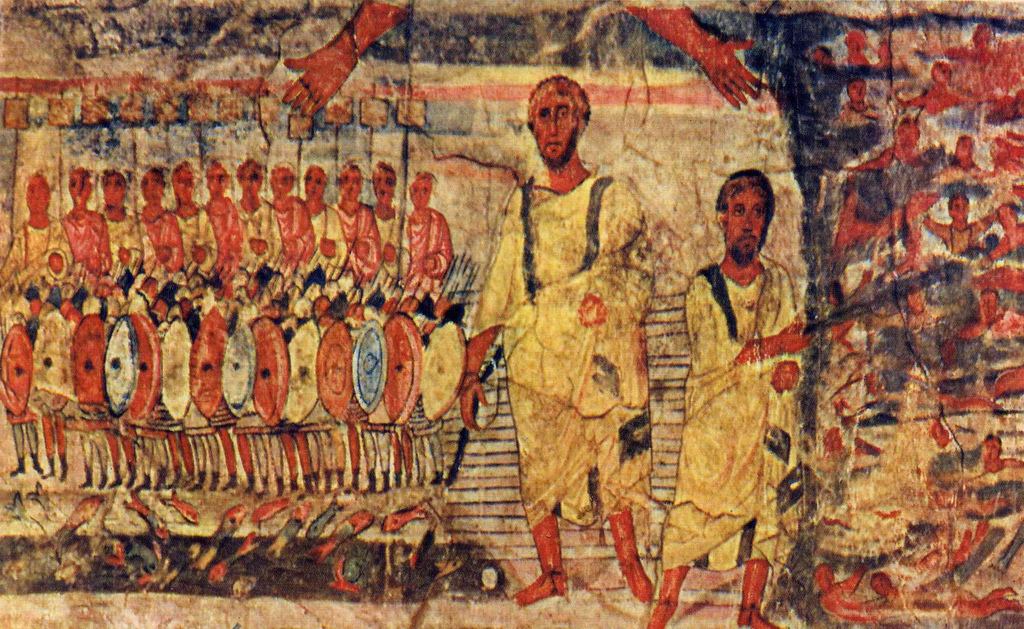
モーセ（左）とアロン（右）が、ファラオに追われながら、紅海を渡ってユダヤ人を導く様子。 シリア、ドゥラ・エウロポスのシナゴーグにあるフレスコ画、西暦244-256年。

ローマ時代までに、「ヘブライ人」はヘブライ語を使うユダヤ人を指すために使われるようになった。ヘブライ人への手紙は恐らくユダヤ人キリスト教徒のために書かれたものとされる。 
アルメニア語、ギリシャ語、イタリア語、ルーマニア語、および多くのスラブ語を含むいくつかの現代言語では「ヘブライ人」がユダヤ人の標準的な民族名として残っているが、両方の用語が存在する他の多くの言語において現代ユダヤ人を「ヘブライ人」と呼ぶのは軽蔑的と見なされている。ユダヤ人文化系譜の特定の左翼またはリベラル団体の中では、「ヘブライ人」という単語がユダヤ人の代わりとなる世俗的な用語として使用されている（例えば、ベルナルド・アヴィシャイ(en)の『The Hebrew Republic』とか、左翼が希求する「ヘブライ人-アラブ」共同文化共和国など）。 

### シオニズムでの用法
世俗的なシオニストの間で広まった「ヘブライ人」という用語は、19世紀後半から始まったものである。 この文脈における言葉は、古典的なシオニズムにより探求された、ユダヤ人を強力で、独立した、自信のある世俗的な国民集団（「新ユダヤ人」）へと変貌するよう示唆するものだった。 「ヘブライ人」が「ユダヤ人」または「イスラエル人」に置き換えられた時、いわゆるイスラエル国の創設後にこの用法は途絶えた。